# ژان شاسان
ژان شاسان (فرانسوی: Jean Chassang‎؛ زادهٔ ۸ فوریهٔ ۱۹۵۱) دوچرخه‌سوار اهل فرانسه است.
از باشگاه‌هایی که در آن رکاب زده‌است می‌توان به تیم دوچرخه‌سواری رنو اشاره کرد.